# Anthony Richardson (football américain)
(en) Statistiques sur pro-football-reference
Anthony Dashawn Richardson, né le 22 mai 2002 à Miami en Floride, est un joueur de football américain évoluant au poste de quarterback pour la franchise des Colts d'Indianapolis dans la National Football League (NFL).
Il a joué au football universitaire pour les Gators de la Floride pendant trois saisons (2020-2022) dans la NCAA Division I FBS avant d'être sélectionné par les Colts en 4e choix global lors de la draft 2023 de la NFL.

## Biographie

### Jeunesse
Richardson étudie au lycée Eastside de Gainesville en Floride, où il joue au poste de quarterback pour l'équipe de football américain. Pendant ses années au lycée, il accumule 4 633 yards et 37 touchdowns à la passe ainsi que 1 633 yards et 41 touchdowns à la course. Il intègre l'Université de Floride pour y jouer au football universitaire.

### Carrière universitaire
Richardson apparaît seulement lors de quatre matchs lors de sa première saison avec les Gators en 2020. Il réussit deux passes pour 27 yards et un touchdown et se fait intercepter une fois,. Il obtient le statut de redshirt lors de sa première année d'éligibilité. Richardson commence la saison 2021 en tant que remplaçant d'Emory Jones (en) mais finit par avoir plus de temps de jeu que lui,,. Contre les Tigers de LSU, il remplace Jones et réussit 10 des 19 passes tentées pour un gain de 167 yards, trois touchdowns à la passe, un touchdown à la course malgré deux interceptions.
En 2022, Richardson aide son équipe à battre les Utes de l'Utah pourtant classés 7e du pays et favoris de la rencontre. À la fin de la saison 2022, Richardson annonce qu'il renonce à sa dernière saison d'éligibilité pour se présenter à  la draft 2023 de la NFL.

### Carrière professionnelle

#### Draft
| Taille                 | Poids            | Bras              | Main              | Sprint   | Sprint   | Sprint   | Shuttle 20 yards | 3 cones drill | Détente          | Détente             | Développé couché | Test Wonderlic |
| Taille                 | Poids            | Bras              | Main              | 40 yards | 10 yards | 20 yards | Shuttle 20 yards | 3 cones drill | verticale        | horizontale         | Développé couché | Test Wonderlic |
| 1,94 m (6 ft 4 1/4 in) | 111 kg (244 lbs) | 83 cm (32 3/4 in) | 27 cm (10 1/2 in) | 4,43 s   | 1,53 s   | 2,56 s   | -                | -             | 103 cm (40,5 in) | 3,28 m (10 ft 9 in) | -                | -              |

Le 27 avril 2023, Richardson est sélectionné par les Colts d'Indianapolis avec le 4e choix global lors du premier tour de la draft 2023 de la NFL.

#### 2023
Lors de son premier camp d'entraînement avec les Colts, Richardson subit une opération de la cloison nasale pour améliorer sa respiration,.
Le 15 août 2023, Richardson est désigné quarterback titulaire par l'entraîneur principal Shane Steichen (en), Gardner Minshew et Sam Ehlinger (en) étant remplaçants. Le 10 septembre, Richardson fait ses débuts officiels en NFL à l'occasion du match de la première semaine perdi 21 à 31 contre les Jaguars de Jacksonville. Il y inscrit son premier touchdown à la course ainsi que son premier touchdown à la passe en trouvant son receveur Michael Pittman Jr. malgré une première interception par Tyson Campbell (en). La semaine suivante, contre les Texans de Houston, il inscrits deux touchdowns à la course avant de quitter le terrain au cours du deuxième quart temps à la suite d'une commotion qui va lui faire manquer les deux matchs suivants. Contre les Rams de Los Angeles en 5e semaine, il inscrit un touchdown à la course et deux à la passe. Menés 0 à 2, il parvient à égaliser dans le temps règlementaire mais perd le match en prolongation 23 à 26. Il entre dans l'histoire puisqu'il est le premier quarterback rookie à inscrire un touchdown à la course lors de ses trois premiers matchs en tant que titulaire.
Le 9 octobre, Richardson est placé sur la liste des réservistes blessés à la suite d'une entorse de troisième niveau au niveau de l'articulation acromio-claviculaire subie en 5e semaine contre les Titans du Tennessee. Le 18 octobre, la franchise annonce que la saison de Richardson est terminée à la suite de cette blessure et pour laquelle il se fait opérer le 24 octobre,.

## Statistiques

### NCAA
| Année  | Équipe               | MJ |         | Passes   | Passes | Passes | Passes | Passes | Passes | Passes  |       | Courses | Courses | Courses | Courses |
| Année  | Équipe               | MJ | Tentées | Réussies | Pct.   | Yards  | TD     | Int.   | Éval.  | Tentées | Yards | Moy.    | TD      |         |         |
| 2020   | Gators de la Floride | 04 | 02      | 01       | 50,0   | 0 27   | 01     | 1      | 228,4  | 07      | 061   | 8,7     | 0       |         |         |
| 2021   | Gators de la Floride | 08 | 064     | 038      | 59,4   | 0 529  | 06     | 5      | 144,1  | 051     | 401   | 7,9     | 3       |         |         |
| 2022   | Gators de la Floride | 12 | 327     | 176      | 53,8   | 2 549  | 17     | 9      | 131,1  | 103     | 654   | 6,3     | 9       |         |         |
| Totaux | Totaux               | 24 | 393     | 215      | 54,7   | 3 105  | 24     | 15     | 133,6  | 161     | 1 116 | 6,9     | 12      |         |         |

### NFL
| Année      | Équipe               | MJ |         | Passes   | Passes | Passes | Passes | Passes | Passes | Passes  |       | Courses | Courses | Courses | Courses |     | Sacks  | Sacks |  | Fumbles | Fumbles |
| Année      | Équipe               | MJ | Tentées | Réussies | Pct.   | Yards  | TD     | Int.   | Éval.  | Tentées | Yards | Moy.    | TD      | Nb.     | Yards   | Nb. | Perdus |       |  |         |         |
| 2023       | Colts d'Indianapolis | 4  | 50      | 84       | 59,5   | 577    | 3      | 1      | 87,3   | 25      | 136   | 5,4     | 4       | 7       | 29      | 3   | 1      |       |  |         |         |
| Totaux NFL | Totaux NFL           | 4  | 50      | 84       | 59,5   | 577    | 3      | 1      | 87,3   | 25      | 136   | 5,4     | 4       | 7       | 29      | 3   | 1      |       |  |         |         |